# Bernhard Rieger (Chemiker)
Bernhard Rieger (* 21. Januar 1959 in Augsburg, Bayern) ist ein deutscher Chemiker, Hochschullehrer an der Technischen Universität München (TUM), Direktor des Instituts für Siliciumchemie, Berater  von Petrochemie-Unternehmen und Inhaber von ca. 120 Patentanwendungen und Patenten.

## Werdegang
Rieger begann 1980 ein Studium der Chemie an der Ludwig-Maximilian-Universität München (LMU), welches er 1986 mit Auszeichnung abschloss. Anschließend bearbeitete er unter Wolfgang Beck das Forschungsthema der enantioselektiven Hydrierung ebenfalls an derselben Hochschule. Dort promovierte er 1988 zum Dr. rer. nat. mit summa cum laude. Anschließend forschte er am Department of Polymer Science and Engineering der University of Massachusetts unter J.C.W. Chien, bevor er 1989 nach Deutschland zurückkehrte. Hier übernahm Rieger ein Forschungslabor der BASF SE, Ludwigshafen am Rhein und entwickelte Katalysatoren und Prozesse für Wirbelschichtpolymerisationsverfahren. Thema seiner Habilitation, welche er 1995 an der Eberhard-Karls-Universität in Tübingen abschloss, waren Metallocenkatalysatoren und ihre Polymerisationseigenschaften. Im selben Jahr folgten Rufe an die Reichsuniversität Groningen, Holland, und an die Universität Ulm, wo er 1995 Professor für Organische und Makromolekulare Chemie wurde. 1997 wurde er Direktor des neu eingerichteten Instituts für Materialien und Katalyse an der Universität Ulm, dem er bis Ende 2006 vorstand. Zum 15. Dezember 2006 wurde Rieger auf den WACKER-Lehrstuhl für Makromolekulare Chemie der Technischen Universität München berufen und ist seitdem Direktor des Instituts für Siliciumchemie.

## Wissenschaftliches Werk
Riegers Forschungsschwerpunkt ist die Katalyse in Verbindung mit der Polymerchemie. Die Entwicklung neuer Katalysatoren bietet die Möglichkeit, die Mikrostruktur und damit die makroskopischen Eigenschaften der Polymere zu steuern. Internationale Anerkennung fanden seine Arbeiten zu thermoplastischem elastischem Polypropylen, zur Nutzung von Kohlendioxid als Energiespeicher und als Baustein für neue Polymere sowie neue Synthesestrategien zu biologisch abbaubaren Kunststoffen. Erforscht wird die Reaktivität dieser Verbindungsklasse mit Bezug auf katalytisch ablaufenden Reaktionen. Die aktuellen Projekte beschäftigen sich mit der katalytischen Herstellung von funktionalen und responsiven Materialien für maßgeschneiderte Oberflächen und biologisch aktiver Moleküle. Daneben befindet sich die Photokatalyse zur CO2-Nutzung ("artificial photosynthesis") im Aufbau. Im Institut für Siliciumchemie steht das Gebiet der niedervalenten Siliciumverbindungen im Vordergrund. Rieger ist Initiator und Programmdirektor der seit 2015 bestehenden internationalen Graduiertenschule IRTG 2022 "ATUMS" (Alberta/TUM International Graduate School for Functional Hybrid Materials), in der Silicium-Nanokomposite für (opto)elektronische Anwendungen interdisziplinär untersucht werden – gefördert durch die DFG und NSERC.
Riegers wissenschaftliches Werk ist in etwa 330 Originalpublikationen und Buchbeiträgen niedergelegt.

## Ehrungen und Auszeichnungen
- 1991–1993 Liebig-Stipendium für Habilitation
- 1993–1995 DFG-Stipendium für Habilitation
- 1997 Landeslehrpreis Baden-Württemberg
- 2000 Kooperationspreis Hochschule/Wirtschaft der Universität Ulm
- 2006 Philip-Morris Forschungspreis „Bionic Materials“
- 2007 Preisträger „Deutschland-Land der Ideen – Ausgewählter Ort“
- 2007 Ehrendoktor der Universität Helsinki
- 2008 Mitglied der Finnischen Akademie der Wissenschaft
- 2011 Mitglied der Europäischen Akademie der Wissenschaften, Belgien
- 2013 Preisträger „Wöhler-Preis für Nachhaltige Chemie“, verliehen von der Gesellschaft Deutscher Chemiker (GDCh)[4]
- 2013 gewähltes Mitglied der  Deutschen Akademie der Technikwissenschaften   (acatech)